# Mirza Delibašić
Mirza Delibašić (* 9. Januar 1954 in Tuzla; † 8. Dezember 2001 in Sarajevo) war ein bosnischer Basketballspieler.
Bis 1972 spielte Mirza Delibašić „Kinđe“ Basketball für OKK Sloboda Tuzla. 1979 führte er seinen damaligen Klub KK Bosna Sarajevo zum Titel des Pokalsiegers der Landesmeister. Nachdem er KK Bosna verlassen hatte, ging er nach Spanien und gilt zusammen mit Juan Antonio Corbalán, Wayne Brabender, Dražen Petrović und Arvydas Sabonis als einer der besten Spieler, die je für die „Königlichen“ von Real Madrid gespielt haben.
Mirza Delibašić gewann mit der Nationalmannschaft von Jugoslawien alle großen Titel, einschließlich der olympischen Goldmedaille 1980, dreier Europameisterschaften, der Weltmeisterschaft 1978 und vieler Titel in den Europäischen Klubwettbewerben.
Mit dem ebenfalls aus dem heutigen Bosnien stammenden Dražen Dalipagić spielte er für die Nationalmannschaft und Real Madrid. Ihr Auftritt 1981 im Landesmeisterpokalspiel gegen KK Cibona in Zagreb ist nur eines ihrer vielen gemeinsamen Karriere-Höhepunkte. An diesem Abend erzielte Mirza Delibašić 33 und Dalipagić 30 Punkte und bekamen selbst von den Cibonia-Fans Standing Ovations. Im August 1983 erlitt er eine Intrazerebrale Blutung, die das Ende seiner aktiven Karriere zur Folge hatte.
2000 wurde Mirza Delibašić zum Sportler des 20. Jahrhunderts in Bosnien und Herzegowina gewählt. 2007 wurde er, als einer der ersten Spieler, postum in die FIBA Hall of Fame aufgenommen.
Mirza Delibašić wurde im Mai 2008 posthum als eine der fünfzig bedeutenden Persönlichkeiten des Basketballsport in Europa geehrt. Die Ehrung erfolgte durch die Euroleague Basketball im Rahmen einer offiziellen Zeremonie im Palacio de Deportes de la Comunidad de Madrid, in Madrid (Spanien).